# McLeod River (Mitchell River)
Der McLeod River ist ein Fluss im Nordosten des australischen Bundesstaates Queensland. Er liegt in der Region Far North Queensland.

## Geographie

### Flusslauf
Der Fluss entspringt rund 80 Kilometer nordwestlich von Cairns in der Burton Ridge im Daintree-Nationalpark. Er fließt zunächst nach Nordwesten, wendet seinen Lauf dann beim Zufluss des Reedy Creeks und Spencer Creeks nach Südwesten und unterquert den Mulligan Highway etwa 22 Kilometer westlich der Kleinstadt Mount Carbine. Kurz darauf mündet er in den Mitchell River.

### Nebenflüsse mit Mündungshöhen
Der Fluss hat folgende Nebenflüsse:
- Reedy Creek – 374 m
- Spencer Creek – 369 m
- Campbell Creek – 330 m